# Nguyễn Huy Hoàng (cầu thủ bóng đá)
Nguyễn Huy Hoàng (sinh ngày 10 tháng 12 năm 1981) là một huấn luyện viên và cựu cầu thủ bóng đá người Việt Nam.
Thời còn thi đấu, Huy Hoàng chơi ở vị trí trung vệ cho Sông Lam Nghệ An và Xổ số kiến thiết Cần Thơ. Ông cũng từng là thành viên của đội tuyển bóng đá quốc gia Việt Nam.

## Sự nghiệp cầu thủ
Đầu tháng 3 năm 2007, Nguyễn Huy Hoàng tuyên bố từ giã đội tuyển quốc gia Việt Nam vì lý do chấn thương. Tuy nhiên, anh đã quay trở lại đội tuyển sau khi được huấn luyện viên Alfred Riedl và câu lạc bộ Sông Lam Nghệ An động viên.
Sau trận tứ kết Cúp bóng đá châu Á 2007 với Iraq tại Băng Cốc, Huy Hoàng một lần nữa quyết định từ giã đội tuyển.
Thời gian sau khi giải nghệ, cầu thủ này đã chuyển sang làm công tác huấn luyện. Đáng chú ý, chức vô địch giải bóng đá U-15 quốc gia 2018 là một thành tích cực kỳ đáng nể đối với cựu cầu thủ Sông Lam Nghệ An khi các cầu thủ đã tỏa sáng trong loạt sút luân lưu khi gặp U-15 Thanh Hóa với tỷ số 4–2.

## Sự nghiệp huấn luyện viên
Năm 2021, ông thay thế huấn luyện viên trưởng Ngô Quang Trường để dẫn dắt đội bóng. Nắm đội được 3 trận, mùa giải bị huỷ bỏ giữa chừng.
Bước sang mùa giải 2022, cựu tuyển thủ Việt Nam đã mang tới những dấu ấn nhất định. Đặc biệt ở giai đoạn đầu mùa, Sông Lam Nghệ An đã đứng đỉnh bảng và nằm trong nhóm dẫn đầu xuyên suốt nhiều vòng.
Ngày 1 tháng 6 năm 2023, sau trận thua thảm hại 0–3 trước Viettel ở vòng 10 V–League 2023, vị HLV trưởng này đã xin từ chức vì nguyện vọng cá nhân của ông và lý do sức khoẻ. Thay cho ông là trợ lý Phan Như Thuật. HLV này chia sẻ: “Tôi mong rằng mọi người sẽ hỗ trợ và ủng hộ HLV trưởng mới cũng như BHL mới để hoàn thành tốt nhiệm vụ”

## Bê bối
Vào chiều ngày 7 tháng 9 năm 2012, Nguyễn Huy Hoàng đã gây tai nạn giao thông tại thành phố Thanh Hóa. Theo công an thành phố Thanh Hóa, anh đã điều khiển xe ô tô trong tình trạng say rượu, vượt lấn phần đường. Sau khi gây tai nạn, Huy Hoàng vẫn cho xe đi tiếp và bị người dân và cảnh sát áp sát khống chế đưa vào lề đường. Tuy nhiên, lúc đó, Nguyễn Huy Hoàng "mắt nhắm lim dim, đôi khi còn vỗ tay, uốn éo theo tiếng nhạc, không màng tới những người xung quanh" nên có nghi ngờ rằng anh lái xe trong tình trạng phê ma túy. Đến tận bây giờ việc Huy Hoàng có nghiện ma túy hay không vẫn là một câu hỏi.

## Những tiểu xảo
Là cầu thủ xuất thân từ lò SLNA nên hay có lỗi chơi chặt chém, triệt hạ. 

## Thành tích
Với đội tuyển Việt Nam
- Hạng nhì Cúp bóng đá Thành phố Hồ Chí Minh 2002
- Hạng nhất Cúp bóng đá Thành phố Hồ Chí Minh 2003
- Hạng ba giải vô địch bóng đá Đông Nam Á 2007
- Hạng nhì King Cup 2007

Với Sông Lam Nghệ An
- V-League (3): 1999-00, 2000-01 và 2010-11
- Cúp Quốc gia (2): 2001–02; 2010
- Siêu cúp Quốc gia (4): 2000, 2001, 2002, 2011

Danh hiệu cá nhân
- Cầu thủ trẻ xuất sắc nhất Việt Nam 2001
- Cầu thủ trẻ xuất sắc nhất U18 Việt Nam 1999